# Rhamdia quelen
El bagre negro, bagre sapo o jundiá (Rhamdia quelen) es una especie de pez en la familia Heptapteridae. Se encuentra desde la región central de Venezuela, hasta la Argentina.

## Descripción
Tiene cuerpo ancho, bajo, sin escamas recubierto por una baba protectora como las angilas, cabeza oprimida, boca ancha de quijadas, sin dientes más bien una especie de lija que le permite llevar su alimento hacia adentro y no hacia fuera; sin radios espinosos en la aleta dorsal pero sí en las aletas pectorales refiriéndose a estas como laterales, aleta dorsal fuerte y corta. Las barbillas maxilares tienen función sensorial.
El macho alcanza 35 cm SL y su peso máximo publicado fue de 4,02 kg

## Hábitat y distribución
Es un pez bentopelágico, de agua dulce; con un rango de profundidad entre 0 – 3 m parece preferir cauces con una corriente muy leve de climas tropicales, subtropicales y templados. Tiene escaso valor comercial. Prefiere un fondo fangoso cubierto de hojas y madera en descomposición, esta última proporcionando escondites durante el día además se alimenta de peces pequeños, insectos, zooplancton bentónico y crustáceos.
Se encuentra en América Central y del Sur, desde México hasta el centro de Argentina.